# 失われた小銭への怒り
『失くした小銭への怒り』（独: Die Wut über den verlorenen Groschen）は、ルートヴィヒ・ヴァン・ベートーヴェンのピアノ曲『ロンド・ア・カプリッチョ（奇想曲風ロンドの意） ト長調』作品129の俗称である。しかし、あたかも副題であるかのように広まり、本来の題名よりも有名になっている。自筆譜に書かれた正式な名称は、『奇想曲的なハンガリー風のロンド』 (Rondo alla ingharese quasi un capriccio) である。『なくした小銭への怒り』とも訳されている。

## 概要
作品番号は後期作品を連想させるが、実は1795年に作曲された初期作品であり、ベートーヴェンの死後になって発表された。したがってベートーヴェンがこのような副題をつけたわけではない。ベートーヴェンはこの作品を未完成のまま放置しており（主に左手の部分が空白になっている）、氏名不詳の校訂者（おそらく出版者のアントニオ・ディアベリ）によって補筆された。
ベートーヴェンの偉大な作品群の一つというわけではないが、聴衆受けがするため、たびたび演奏されている。冒頭から急速なト長調の進行で始まる。ロンド形式のため、途中でト短調・ホ長調など従来どおりの転調展開をする。2/4拍子で速度が速く､右手部もアルペジオが広い音形で展開するので演奏は難しい。節度ある演奏と奇想曲の曲風の両立が奏者に求められる。